# Dasineura lepidii
Dasineura lepidii är en tvåvingeart som först beskrevs av Ephraim Porter Felt 1908.  Dasineura lepidii ingår i släktet Dasineura och familjen gallmyggor.
Artens utbredningsområde är District of Columbia. Inga underarter finns listade i Catalogue of Life.